# Manuel Quintas de Almeida
Manuel Quintas de Almeida (1957 - 26 de diciembre de 2006) fue un teniente del ejército de Santo Tomé y Príncipe, ocupó brevemente la presidencia del país durante seis días.

## Golpe de Estado del 15 de agosto de 1995
Manuel Quintana de Almeida condujo un golpe de Estado contra el gobierno democráticamente elegido del Presidente Miguel Trovoada el 15 de agosto de 1995.
Sin embargo, dejó el poder el 21 de agosto como parte de un acuerdo.

## Antecedentes
En la década de 1970, Almeida era un miembro activo de la juventud del partido MLSTP. Se formó como militar especializado en artillería de superficie en la Escola Benedito Comandante en 
Luanda, Angola (1978) y más tarde se convirtió en miembro de la guardia presidencial del exjefe de Estado Manuel Pinto da Costa.

## Fallecimiento
El 26 de diciembre de 2006 en Lisboa durante su estadía en Portugal el exteniente del ejército santotomense falleció por complicaciones de salud que no han sido especificadas.

| Predecesor: Miguel Trovoada | Presidente de Santo Tomé y Príncipe Desde el 15 de agosto de 1995 hasta el 21 de agosto de 1995 | Sucesor: Miguel Trovoada |